# پیتای شکم خط‌دار
پیتای شکم خط‌دار (نام علمی: Hydrornis elliotii) نام یک گونه از تیره پیتا است. این گونه در کامبوج، لائوس، تایلند، و ویتنام حضور دارد. زیستگاهش نیز جنگل‌های پست گرمسیری و نیمه گرمسیری است.

## نگارخانه

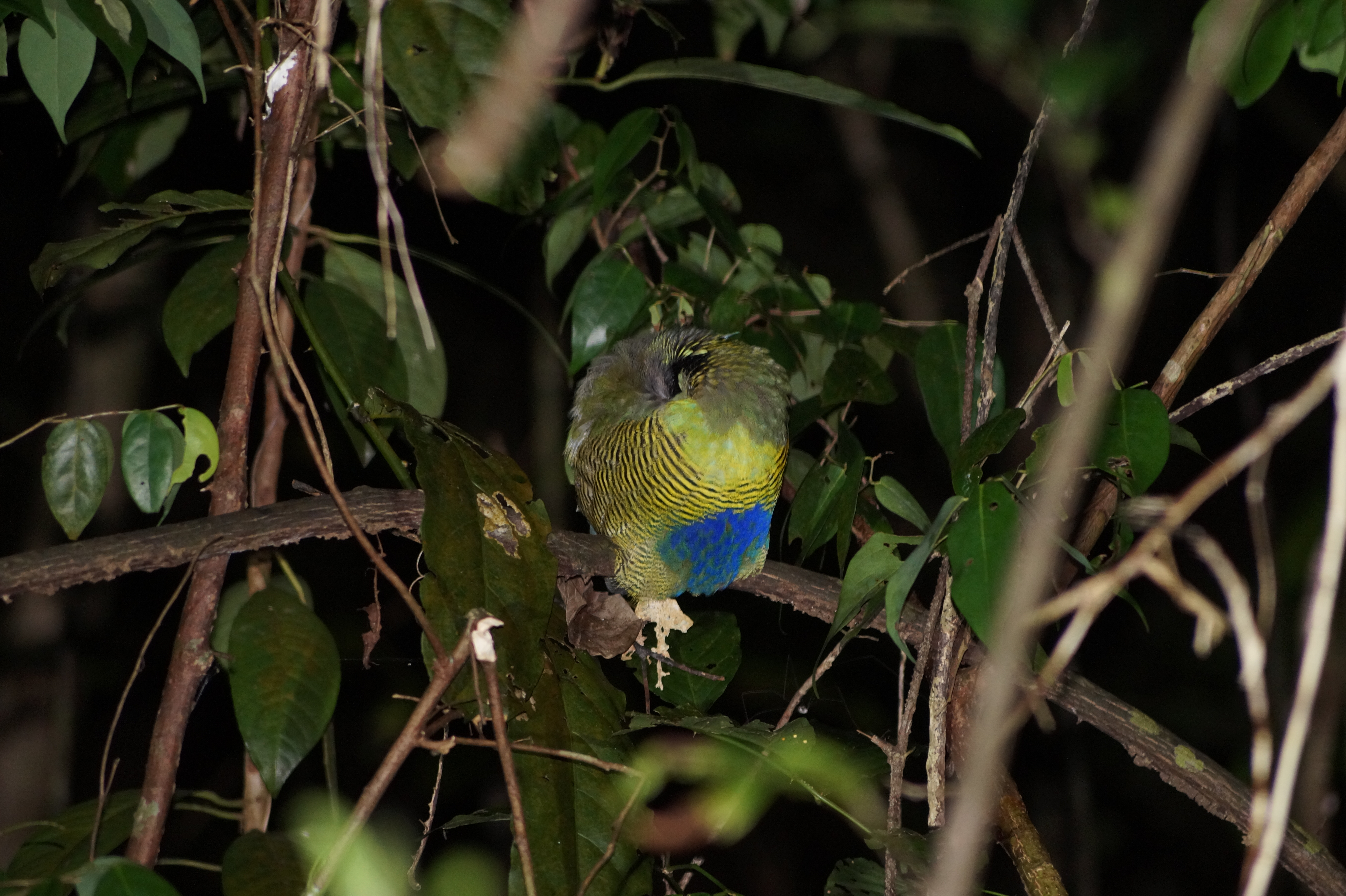